# Никола I (герцог Лотарингии)
Никола I Лотарингский (фр. Nicolas de Lorraine, Nicolas Ier de Lorraine-Anjou; июль 1448, Нанси — 27 июля 1473, Нанси) — герцог Лотарингский и маркиз де Понт-а-Муссон с 1470 года. Единственный сын Жана II (1425—1470), герцога Лотарингского (1453—1470), Калабрийского (1442—1470) и графа Барселонского (1466—1470), от брака с Марией де Бурбон (1428—1448), внук Рене I Доброго (1409—1480), герцога Барского, Лотарингского и Анжуйского, графа Прованского, титулярного короля Неаполитанского, Сицилийского и Арагонского.

## Биография
В 1466 — 1470 годах, когда его отец, герцог Жан Лотарингский, с французским войском воевал в Каталонии против короля Арагона Хуана II, Никола был администратором (управляющим) Лотарингского герцогства.
В декабре 1470 года после смерти своего отца, умершего в Барселоне, 22-летний Никола стал новым герцогом Лотарингии и маркизом де Пон-а-Муссон. Также носил почётные титулы герцога Бара, Калабрии и графа Барселоны, короля Неаполя и Арагона.
Вначале герцог Никола Лотарингский должен был жениться на Анне Французской (1461—1522), виконтессе де Туар, старшей дочери короля Франции Людовика XI Валуа и Шарлотты Савойской. Людовик XI планировал выдать свою дочь Анну замуж за Николу Лотарингского, чтобы сделать герцога своим союзником и проводником профранцузской политики. Однако в 1472 году Никола Лотарингский разорвал помолвку с французской принцессой. Никола стал ориентироваться на Карла Смелого, могущественного герцога Бургундского, противника короля Франции. Герцог Никола Лотарингский решил жениться на 15-летней Марии Бургундской, единственной дочери и наследнице Карла Смелого. Однако герцог Бургундии всячески затягивал с замужеством своей дочери.
В 1473 году 25-летний герцог Никола Лотарингский скончался в Нанси. Ему наследовала тетка Иоланда Анжуйская (1428—1483), которая тогда же передала герцогский престол своему старшему сыну Рене II де Водемону (1451—1508).
Никола Лотарингский не был женат и не оставил после себя законного потомства. Известна его одна внебрачная дочь Маргарита, вышедшая замуж за Жана IV де Шабанн (ум. 1503), графа де Даммартен.